# Santuario di Nostra Signora di Mellieħa
Il Santuario di Nostra Signora di Mellieħa è una chiesa cattolica romana situata nel villaggio di Mellieħa a Malta. Il santuario nasce come grotta naturale che fu consacrata a chiesa in data ignota, e le tradizioni locali legano la sua fondazione all'antichità o al periodo medievale. La pala d'altare della chiesa è un affresco in stile bizantino che si ritiene risalga alla fine del XII o all'inizio del XIII secolo e si dice che sia miracoloso.
Divenne chiesa parrocchiale all'inizio del XV secolo e, sebbene fosse stata successivamente assorbita da un'altra parrocchia, la chiesa mantenne la sua importanza come luogo di pellegrinaggio nei secoli successivi. L'attuale edificio fu costruito in più fasi tra la fine del XVI e il XVIII secolo, inglobando parti della grotta naturale in cui ebbe origine la chiesa. Nel corso dei secoli il santuario è stato visitato da personaggi illustri, tra cui diversi re e viceré di Sicilia, alcuni Gran Maestri Ospitalieri e Papa Giovanni Paolo II.

## Storia
Il Santuario di Nostra Signora di Mellieħa è il più antico santuario mariano di Malta, ed è costruito sul sito di una grotta tradizionalmente legata all'insediamento del cristianesimo a Malta. Secondo la tradizione, la grotta era originariamente un luogo di culto per la ninfa Calipso, ma divenne un sito cristiano dopo il naufragio di San Paolo a Malta nel 60 d.C. Si dice che San Luca, che accompagnava San Paolo, abbia dipinto un affresco raffigurante la Vergine Maria sulla parete rocciosa della grotta. Alcuni affermano che la grotta sia stata consacrata come chiesa dallo stesso San Paolo o da San Publio.
Altre tradizioni affermano che la grotta fu consacrata come chiesa nel 402 d.C. da alcuni vescovi che si stavano recando a un concilio ecclesiastico (forse a Milevum), nel 540 d.C. dai vescovi che accompagnavano il generale bizantino Belisario durante una sosta a Malta o nel 1091 dai vescovi che accompagnarono il conte normanno Ruggero I durante la sua invasione di Malta. La data effettiva della consacrazione come chiesa rimane sconosciuta, ma si registra che la consacrazione fu commemorata da un'iscrizione greca e da sette croci. La prima esisteva ancora nel 1540 ma da allora è andata perduta, mentre le croci furono abbellite nel 1620 e sopravvivono ancora oggi.
Nei secoli XIV e XV la chiesa fu visitata da vari personaggi illustri, tra cui i Re di Sicilia Federico III nel 1373, Martino I nel 1408 e Alfonso nel 1432, e i Viceré di Sicilia Lope Ximénez de Urrea y de Bardaixi nel 1468 e Fernando de Acuña y de Herrera nel 1490. La chiesa è stata riconosciuta come una delle dieci chiese parrocchiali originarie di Malta, menzionata in un documento del 1436 dal vescovo Senatore de Mello. Nel 1470 ebbe luogo un pellegrinaggio alla chiesa dopo che Malta aveva sofferto per tre anni di siccità.
Nel XVI secolo il villaggio di Mellieħa si spopolò a causa delle incursioni dei pirati barbareschi, soprattutto dopo un grave attacco nel 1551. La chiesa cessò quindi di essere una parrocchia indipendente e fu assorbita in quella di Naxxar. Durante il Grande Assedio di Malta nel 1565, la chiesa sarebbe stata visitata da Don García de Toledo, il capo delle forze di soccorso che pose fine all'assedio. Successivamente la dedica del santuario fu cambiata dalla Maternità di Maria alla Natività di Maria.

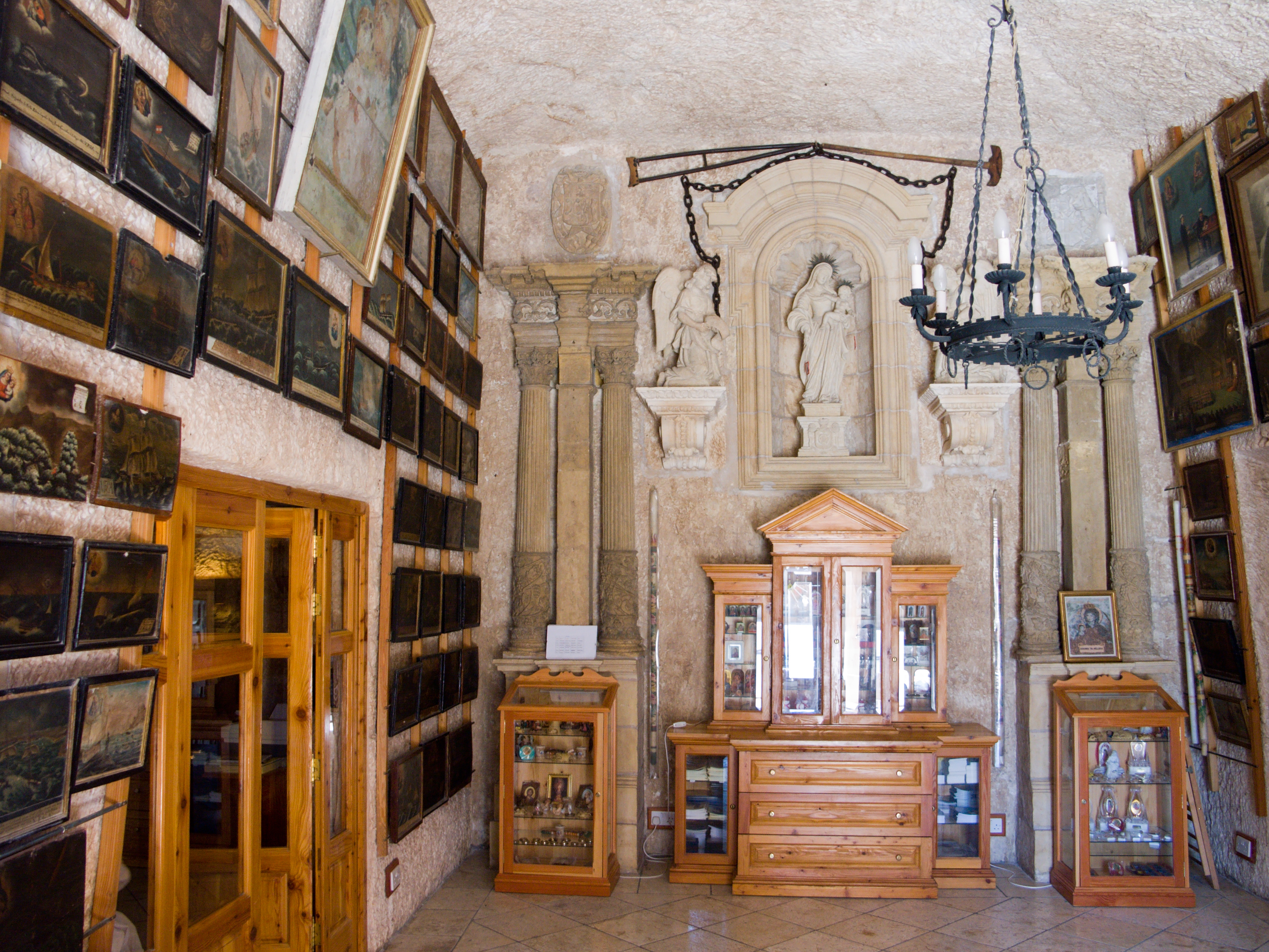
La sagrestia del santuario, con dipinti ex-voto alle pareti

Nel 1584 il frate agostiniano Aurelio Axiak ottenne il permesso di prendersi cura del santuario e vi fu istituito un convento. Tre anni dopo il santuario fu affidato al sacerdote Bennard Cassar, che ne divenne rettore nel 1603. Nel luglio 1614 la chiesa fu saccheggiata durante l'incursione di Żejtun ottomana, e l'affresco principale e alcune statue furono danneggiate. Il vescovo Miguel Juan Balaguer Camarasa riferì che un turco che aveva danneggiato l'affresco con un coltello in seguito si è ammalato ma è stato miracolosamente guarito dopo aver pregato per il perdono, e ha inviato candele al santuario come forma di gratitudine. Si dice che il Gran Maestro Alof de Wignacourt abbia visitato regolarmente la chiesa dopo l'attacco, e successivamente la devozione al santuario sia aumentata.

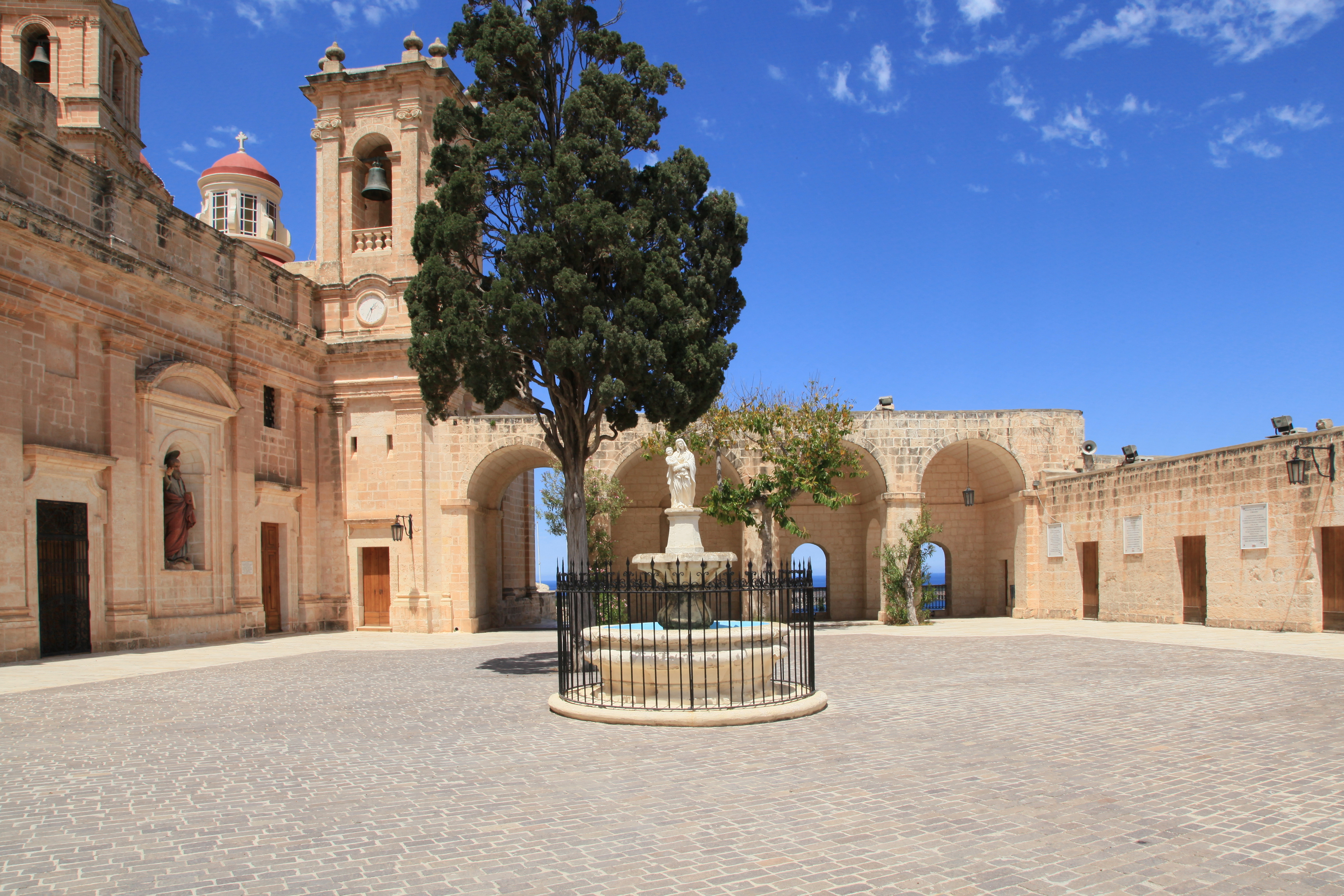
Il cortile che conduce al santuario

Nel 1644, il commerciante di vino siciliano Mario De Vasi ampliò e abbellì la chiesa, e pagò per l'istituzione di una cripta scavata nella roccia nota come Il-Madonna tal-Għar (o Il-Madonna tal-Grotta ) nelle vicinanze. Nel 1669 fu istituita all'interno della chiesa una Confraternita del Rosario. Si dice che il Gran Maestro Ramón Perellós abbia visitato il santuario dopo essersi ripreso da una malattia, e nel 1718 si svolse un pellegrinaggio al santuario in mezzo a una siccità. Il santuario fu nuovamente ampliato nel 1747 e il 21 maggio dello stesso anno l'edificio fu riconsacrato dal vescovo Paul Alphéran de Bussan.
I residenti di La Valletta hanno tenuto un pellegrinaggio al santuario dopo la fine di un'epidemia di peste nel 1813.  Mellieħa fu ristabilita come parrocchia nel 1844, e una nuova chiesa parrocchiale dedicata alla Natività di Maria fu costruita vicino al santuario alla fine del XIX secolo. Un pellegrinaggio al santuario fu compiuto durante un'epidemia di colera nel 1888 e un altro pellegrinaggio nazionale fu organizzato nel 1949. Papa Giovanni Paolo II visitò il santuario e lo benedisse il 26 maggio 1990 durante la sua visita a Malta. I lavori di restauro sono stati eseguiti tra il 1999 e il 2000.
La Conferenza episcopale maltese ha riconosciuto il santuario come Santuario nazionale di Nostra Signora a Malta nel maggio 2015.

## Architettura

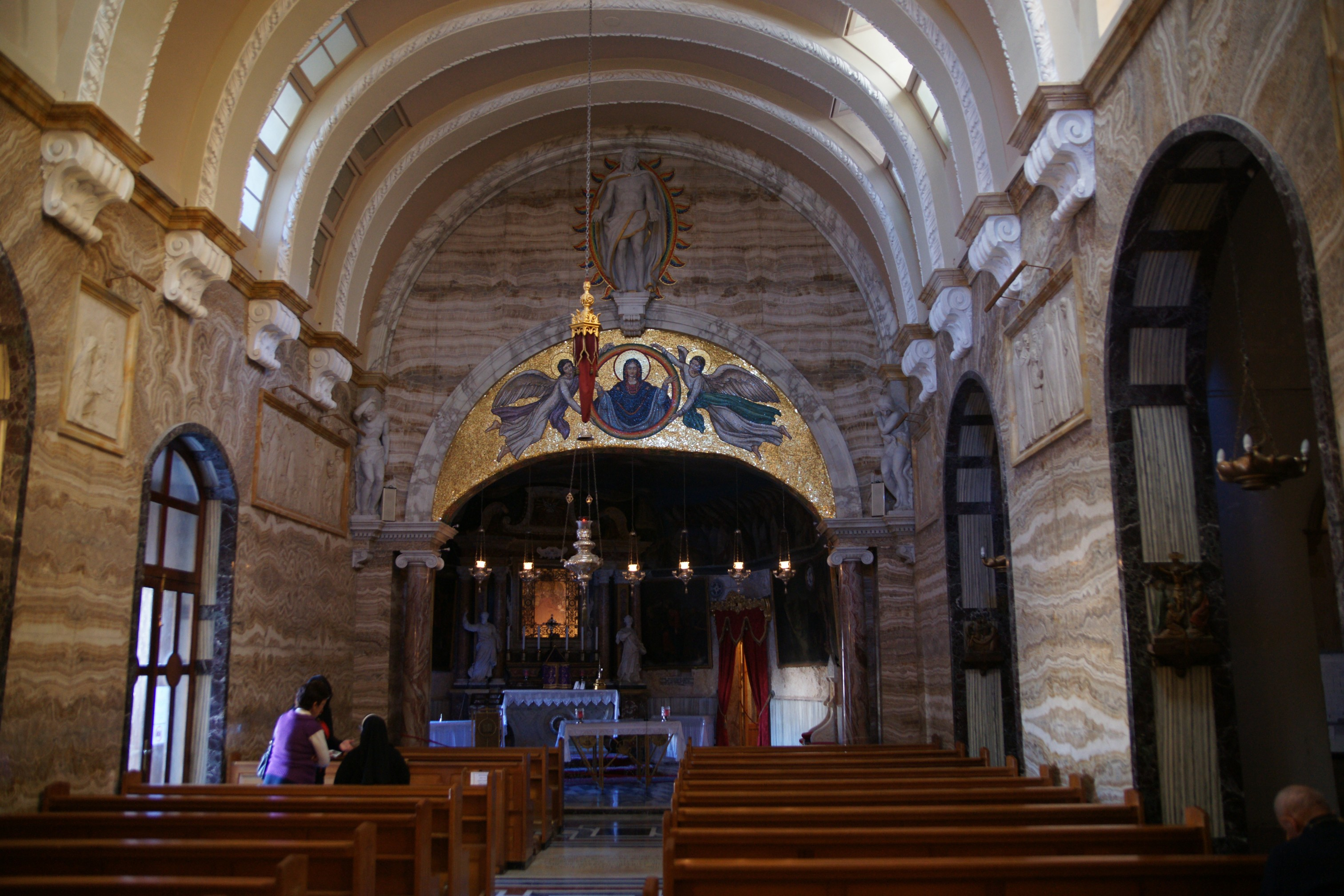
L'interno del santuario

Il santuario così com'è oggi è stato in gran parte costruito in varie fasi tra la fine del XVI e la metà del XVIII secolo. L'ingresso al complesso del santuario avviene attraverso un arco monumentale barocco che porta la data 1719 e che contiene un'iscrizione in latino e maltese arcaico. Questo conduce a un cortile che comprende logge dove i pellegrini potevano riposare, insieme a una statua della Vergine Maria e una nicchia di San Paolo.
L'accesso al santuario avviene attraverso un arco sotto le logge. Il sito era nato come una grotta naturale che è stata successivamente ampliata, e parti del santuario sono state costruite in muratura mentre altre sono state scavate nella roccia naturale. L'ingresso principale conduce ad una sagrestia, che consente l'accesso a un cunicolo fiancheggiato da ex-voto e ad una cripta scavata nella roccia nel XVI secolo. Il tunnel conduce alla chiesa vera e propria, che ha pareti decorate con marmi. L'altare fa parte della grotta, con colonne di marmo aggiunte intorno alla pala d'altare.
La chiesa contiene una piccola cupola e un unico campanile che contiene tre campane che risalgono al 1712, 1733 e 1857. L'orologio sul campanile è stato realizzato da Michelangelo Sapiano nel 1875, ed è stato finanziato dal governo britannico.

## Opere d'arte e cimeli

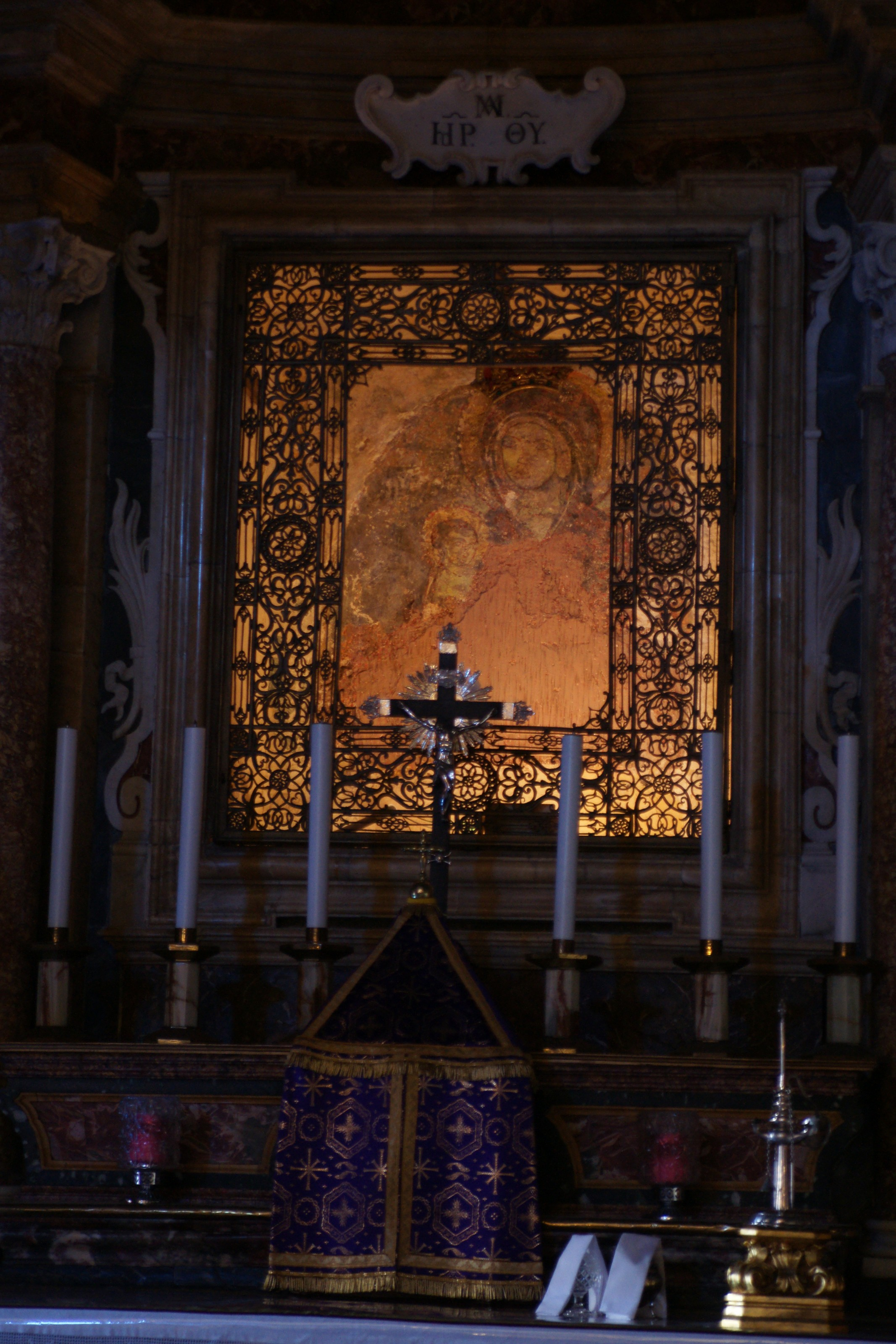
L'affresco medievale di Nostra Signora di Mellieħa

La pala d'altare del santuario è un affresco che raffigura la Vergine Maria con Gesù sul braccio destro. La tradizione attribuisce questo dipinto a San Luca, ma questa affermazione è priva di fondamento. Si ritiene che l'opera d'arte risalga effettivamente alla fine del XII o all'inizio del XIII secolo e il suo stile è ispirato all'arte bizantina con influenze siciliane e una qualità vernacolare. È una delle più antiche opere d'arte esistenti a Malta del periodo tardo medievale. Il dipinto era in cattivo stato di conservazione nel 1587, e a quel punto fu sopraverniciato con un nuovo dipinto.  La raffigurazione della Vergine Maria, ritenuta miracolosa, fu incoronata dal Vescovo di Malta Pietro Pace, dal Vescovo di Gozo Giovanni Maria Camilleri e dal Vescovo ausiliare Salvatore Gaffiero il 24 settembre 1899, dopo che Papa Leone XIII aveva emanato un decreto che consentiva questo il 29 maggio 1895. Nel 1972, il restauratore Samuel Bugeja ha rimosso la ridipintura del XVI secolo e ha rivelato l'opera d'arte medievale. Nella sacrestia del santuario esiste ancora una copia di Giuseppe Calì della versione cinquecentesca. L'affresco è stato nuovamente restaurato tra il 2012 e il 2016.
Il tetto della grotta intorno alla pala d'altare contiene dipinti di Salvu Bonnici. Questi furono restaurati nel 1886 da Ċensu Busuttil e nel 1973 da Samuel Bugeja. La chiesa contiene una serie di altre opere d'arte di Giuseppe Calleja, Anton Falzon, Pietru Pawl Caruana e forse Stefano Erardi, insieme ad alcuni dipinti realizzati da artisti sconosciuti.
La sagrestia e un cunicolo che conduce alla chiesa contengono molti dipinti ex-voto e altre offerte. Un esempio notevole è un dipinto raffigurante una nave veneziana e un'icona della Vergine Maria e Gesù che potrebbe aver avuto origine dal monastero di Kykkos a Cipro. Questo potrebbe essere stato portato a Malta dopo la caduta di Cipro agli Ottomani nel 1571.
Nel 1747 furono deposte nell'altare del santuario le reliquie di quattro santi di nome Bonifacio, Pia, Vittore e Candida. Reliquie di San Vincenzo furono donate al santuario anche da Dun Lawrenz Grech Delicata, dopo averle acquisite tramite Papa Pio VII dalle Catacombe di Priscilla a Roma il 21 aprile 1820.

## Eredità
Il 6 ottobre 1999, MaltaPost ha emesso un francobollo e un foglio in miniatura per commemorare il centenario dell'incoronazione di Nostra Signora di Mellieħa. Il foglio miniato raffigurava la pala d'altare mentre il francobollo raffigurava uno dei quadri ex-voto. Il 29 luglio 2015 è stato emesso anche da MaltaPost un set di tre francobolli raffiguranti dipinti ex voto del santuario di Mellieħa con soggetti marittimi.